# Jarisha

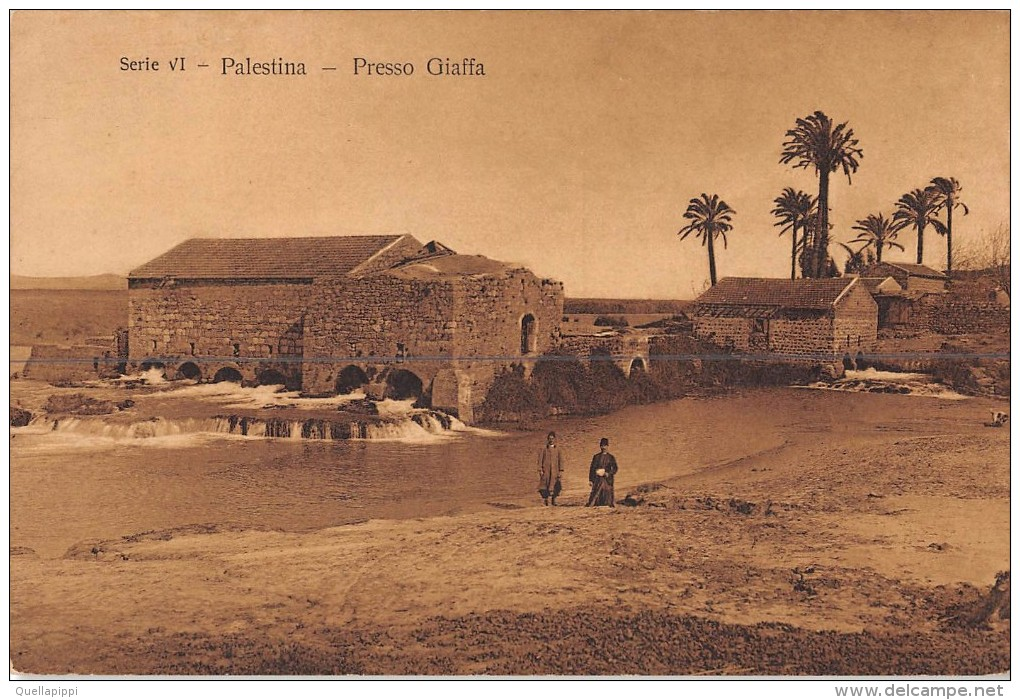
Vue sur le fleuve al-Awja (Yarkon) à Jarisha vers 1920.

Jarisha (en arabe : جرِيشة, également translittéré Jerisha ; en hébreu : ג'רישה) était un village arabe palestinien situé à 200 m de l'ancien site de Tell Jarisha (Tel Gerisa), sur la rive sud d'Al-Awja (le fleuve Yarkon),. Après la création de Tel-Aviv, c'est l'un des cinq villages arabes absorbés dans ses limites municipales. Jarisha est dépeuplé à la veille de la guerre israélo-arabe de 1948, et le site est depuis « complètement recouvert par des voies express et un habitat périurbain ».

## Histoire
Jarisha est situé à seulement 200 m de Tel Gerisa, un site archéologique datant de âge du bronze ancien (2800-2600 av. J.-C.). Durant le bronze moyen (2000-1500 av. J.-C.), le site est une localité fortifiée Hyksôs. Une colonie philistine lui succède vers le 12e siècle av. J-C.

### Période ottomane
Les archives fiscales ottomanes de 1596 indiquent que le village est situé dans le nahiya ("sous-district") de Bani Sa'b, qui fait partie du Sandjak de Naplouse. Il compte 22 ménages musulmans ; soit environ 121 personnes. Ils payent des taxes sur les buffles, les chèvres et les ruches ; un total de 2 150 akçe.
En 1882, une enquête du  Palestine Exploration Fund indique que le village, dont le nom est transcrit sous la forme « Jerisheh » est construit en briques d'adobe. Il est flanqué d'une oliveraie. Il possède un puits et un moulin. Au sud-est du village se trouvent les vestiges d'un caravansérail, un cimetière et de quelques grottes, ainsi qu'un barrage en maçonnerie et un petit pont.

### Période du mandat britannique
D'après le recensement de 1922 effectué par les autorités du Mandat britannique, Jerisheh compte 57 habitants, tous musulmans, chiffre porté en 1931 à 183, toujours tous musulmans, se répartissant dans un total de 43 maisons.
Les statistiques de 1945 signalent que Jarisha compte 190 musulmans,. Le finage du village a une superficie de et 555 dounams. Les villageois travaillent dans le secteur des services, mais certains pratiquent l'arboriculture fruitière et le maraichage. En 1944-1945, les bananeraies et les plantations d'agrumes occupent 302 dounams de terres, 89 dounams sont irrigués ou plantés de vergers.

### 1948 et suites
Selon l'historien palestinien Walid Khalidi, l'état du site du village en 1992 était le suivant : « Le site a été complètement recouvert par les voies expess et un habitat de banlieue. »